# 田中爱美 (轮椅网球运动员)
田中爱美（日语：／ Manami Tanaka），1996年6月10日—，日本女子轮椅网球运动员。她在2024年夏季残疾人奥林匹克运动会轮椅网球女子双打比赛中搭档上地結衣获得金牌。
田中爱美在高中时开始打轮椅网球，当时她在一次奇怪的事故中在屋外冰雪覆盖的楼梯上滑倒，导致脊椎严重受伤，以至于腰部以下瘫痪。